# DJ DSL
DJ DSL (*  1969 als Stefan Biedermann in Wien) ist ein österreichischer DJ und Musikproduzent. Sein Stil zeichnet sich hauptsächlich durch Hip-Hop und Trip-Hop aus.

## Name
Laut Biographie auf der Webseite seines Labels steht „D“ für „DJ“, „S“ für „Super“ und „L“ für „Leiwand“ – ein Dialektausdruck, der in etwa mit „sehr gut“ übersetzt werden kann. Voll ausgeschrieben würde sein Name also „DJ DJ Super Leiwand“, bzw. in der hochdeutschen Übersetzung „-Supergut“ lauten.

## Leben und Wirken
Biedermann wuchs im 3. Wiener Gemeindebezirk Landstraße auf und beschäftigte sich seit seiner frühen Jugend mit dem Auflegen, Mischen und Scratchen von Platten, dem „DJing“, das er autodidaktisch erlernt hat.
Er gewann zwei Mal in Folge die österreichische DMC-Meisterschaft und qualifizierte sich somit für die DJ-Weltmeisterschaft in London. Ende der 1980er Jahre war er Mitglied des Hip-Hop-Quartetts The Moreaus, dem unter anderem Peter Kruder angehörte. Seit etwa 1987, nach Absolvierung des Zivildienstes, ist er hauptberuflich als DJ tätig.
Seinen ersten Beitrag auf einer Veröffentlichung hatte er bei der Disco-Pop-Nummer seines Bruders Klaus Biedermann, Edelweiss, wo er für die im Stück vorkommenden Scratches verantwortlich zeichnet und später selbst als „Mr. Speck“ bei Raumschiff Edelweiss auftrat. 1990 scratchte er auf dem Falco-Album Data de Groove.
1995 wurde er vom deutschen Musikmagazin Spex als Bester DJ gekürt.
Sein erstes Album #1 wurde am 4. November 2002 bei G-Stone Recordings, dem Label von Kruder & Dorfmeister, veröffentlicht. Die darauf vorhandenen Remixes sind eine Auswahl aus den vorhergehenden Jahren seines Schaffens. Es hielt sich drei Wochen in den österreichischen Albumverkaufscharts und erreichte Rang 55 als Höchstposition. Die Single-Auskoppelung daraus, Happy Bear, ist eine Coverversion des 70er-Jahre Hits Popcorn, das wiederum auf einer Komposition Gershon Kingsleys basiert.
DSL legt regelmäßig zusammen mit Frau Bass jeden letzten Donnerstag im Monat im Hamburger Golden Pudel Club auf.

## Diskografie
- 1997: anton polster du bist leiwand (EP)
- 2002: Happy Bear (EP)
- 2002: #1 (Album)

Remixbeiträge auf anderen Veröffentlichungen:
- 2000: Liebes Lied auf Absolute Beginner – Bambule Remixed
- 2006: Toni Walk On auf Achtung Liebe & Toni Polster – Toni Walk On
- 2004: Morning Song auf Don Menza – MPS Jazz Reworks
- 2003: The One-Tet auf Jazzanova – Remixed
- 2004: Gutsul Electro auf OMFO – Gutsul Electro – The Remixes
- 2006: Rondo Acapricio auf Tosca – Souvenirs – The J.A.C. Remixes
- 2002: Double Drums auf Peace Orchestra – Reset
- 2002: When It Starts auf Komëit – Falling Back Together
- 2006: U Bring Me Vibes auf Only Child feat. Amp Fiddler – You Bring Me Vibes
- 2004: A Stranger’s World auf Waxolutionists – A Stranger’s World